# 村岡豊
村岡 豊（むらおか ゆたか、1891年（明治24年）9月15日 - 1976年（昭和51年）4月18日）は、大日本帝国陸軍軍人。最終階級は陸軍中将。

## 経歴
1891年（明治24年）に京都府で生まれた。陸軍士官学校第24期、陸軍大学校第32期卒業。1936年（昭和11年）3月に野戦砲兵第7連隊長に就任し、8月に陸軍砲兵大佐に進級した。1938年（昭和13年）に陸軍工科学校幹事を経て、1939年（昭和14年）3月に関東軍野戦兵器廠長に就任し、8月には陸軍少将に進級。
1941年（昭和16年）3月に第1独立砲兵団長に転じ、6月に陸軍砲工学校附、8月に陸軍科学学校幹事、1942年（昭和17年）に東部軍砲兵隊長を歴任。1943年（昭和18年）に第8砲兵司令官に転じ、1944年（昭和19年）6月10日に陸軍中将に進級し、6月21日に第103師団長に親補される。フィリピン・ルソン島に出征。米軍との戦闘に敗れ飢餓に苦しむ中、最後まで抗戦した。
1948年（昭和23年）1月31日、公職追放仮指定を受けた。

## 栄典
- 1944年（昭和19年）8月15日  - 勲一等瑞宝章[4]